# هيكتور خيسوس مارتينيز
هيكتور خيسوس مارتينيز (بالإسبانية: Héctor Jesús Martínez)‏ (30 سبتمبر 1947 ببوينس آيرس في الأرجنتين - ) هو لاعب كرة قدم أرجنتيني في مركز الوسط. لعب مع إنديبندينتي ونيولز أولد بويز وهوراكان وBaltimore Bays (1972–73) ‏ وWashington Darts ‏ وBaltimore Bays ‏.